# Seedrache (Schiff)
Das Kleinstschnellboot Seedrache war ein Prototyp der deutschen Kriegsmarine gegen Ende des Zweiten Weltkrieges.

## Entwicklungsgeschichte
Auf der Grundlage des Schnellbootes Hydra entwarf der Ingenieur Driesen im Frühjahr 1945 das Schnellboot Seedrache. Das Konzept basierte auf der Verstrebung zweier Rümpfe der Hydra zu einem katamaranähnlichen Boot mit einer Gesamtbreite von 9 Metern. Die Primärwaffen bestanden aus vier 45 cm durchmessenden Flugzeugtorpedos des Typs F5b. Angetrieben werden sollte der Seedrache durch ein in der Mitte der hinteren Verbindungstraverse angebrachtes Pulsrohr einer V1 (Pulso-Schubrohr Argus-As-014 mit 335 kp Schubkraft). Nach der Fertigung eines Prototyps wurde der Seedrache in Erprobungen getestet. Dort litt er aufgrund seiner hohen Endgeschwindigkeit von ca. 60 kn, wie sein Pendant, der Tornado, unter hoher Instabilität, die zum Kentern führen konnte. Das Projekt blieb daher in den Planungsphasen bis Kriegsende liegen.